# Crónica de un amor (película de 1950)
Crónica de un amor es una película dramática italiana estrenada en 1950 y dirigida por Michelangelo Antonioni. Es su primer largometraje.

## Argumento
En Milán, una agencia de detectives privados recibe la visita de Enrico Fontana, un rico industrial de la ciudad que encarga una investigación sobre su joven esposa, Paola, de la que desconoce su pasado. El detective, Carloni, pregunta en Ferrara, ciudad donde Paola vivió y realizó sus estudios hasta los 17 años, antes de instalarse en la capital lombarda. Se entera de que se marchó tras la defunción accidental de una de sus mejores amigas, Giovanna, prometida con Guido, un antiguo novio de Paola. Matilde, otra amiga de Paola, es interrogada por Carloni e, inmediatamente, escribe una carta a Guido para advertirle que él y Paola son el objeto de una investigación.
Guido va entonces a Milán, entra en contacto con Paola. Los examantes deciden encontrarse el día siguiente. En esta cita, Paola se entera de los términos de la carta de Matilde, después evocan este trágico accidente de ascensor del cual fue víctima Giovanna y reviven los remordimientos por no haber hecho nada para salvarla. Paola, suponiendo que la investigación actual es relativa a este accidente y deseosa de retomar la relación con Guido, lo convence de quedarse en Milán. Rápidamente, retoman su antigua relación amorosa. 
Fontana, que reconoce a Paola que es objeto de una investigación, es desde entonces un obstáculo a su nueva felicidad y Paola empuja a Guido a matarlo. El amante acaba aceptando y prepara un crimen, fácilmente achacable a un accidente de coche.
El día previsto, Guido es débil e indeciso y no puede ejecutar su plan. Sin embargo, el destino juega una mala pasada al rico empresario. O quizá fue la información que le pasó Carloni lo que provocara el fin. Entonces, ¿accidente o suicidio? Guido, sintiéndose culpable, marcha de Milán y Paola...

## Premios
- 1951: Ruban de plata a la mejor música, por Giovanni Fusco[2]
- 1951: Ruban de plata especial por Michelangelo Antonioni para los valores humanos y estilísticos en la realización del film[2]

## Reparto
- Lucia Bosè: Paola Molon Fontana
- Massimo Girotti: Guido
- Ferdinando Sarmi: Enrico Fontana
- Gino Rossi: Carloni, el detective
- Marika Rowsky: Joy, una modelo
- Rosi Mirafiore
- Franco Fabrizi: el presentador del desfile de moda
- Vittoria Mondello: Matilde
- Gino Cervi
- Anita Farra
- Carlo Gazzabini
- Nardo Rimediotti
- Renato Burrini
- Vittorio Manfrino